# Raúl Duarte
Raúl Duarte Mungi (Piura, 1944) es un exbaloncestista peruano. Aprovechando sus 2,07 metros de altura, desarrolló una exitosa carrera como jugador que lo llevó a integrar diversos equipos en varios países distintos, incluyendo equipos que competían en la NCAA. También actuó con la selección de baloncesto de Perú, participando de los Juegos Olímpicos de Tokio de 1964.

## Biografía
Duarte se destacó durante su juventud como jugador de baloncesto, por lo que consiguió una beca deportiva universitaria para estudiar en los Estados Unidos. De ese modo asistió a la Universidad Estatal de Iowa en Ames, Iowa, donde se unió a los Cyclones, el equipo de la institución que competía en la División I de la NCAA.
En 1967 se transfirió a la Universidad Estatal de Dakota del Sur, por lo que se incorporó a los Jackrabbits de la División II de la NCAA. Sin embargo, en su primer año allí no pudo disputar ni un solo partido, debido a las restricciones temporales. Su última temporada en el baloncesto universitario estadounidense la cerró con marcas de 8.5 puntos y 11.4 rebotes por partido. 
Se presentó al draft de la NBA de 1969, siendo escogido en la 12.ª ronda por los  San Diego Rockets. Sin embargo, el pívot peruano no llegaría a debutar en la prestigiosa liga estadounidense, prosiguiendo su carrera en equipos semiprofesionales como Trans World Air Lines (TWA), Gulf Oil, y Gillette, y participando en varias ligas de Italia, Grecia, Francia y Brasil -donde jugó en el Palmeiras y en el Tênis Clube de Campinas-. Al retornar al Perú jugó por varios años en diferentes equipos nacionales, siendo uno de los jugadores más dominantes del baloncesto local.  
Ya retirado de la actividad, siguió compitiendo en la categoría del maxibasket (reservada para jugadores de mucha edad). Con la selección peruana de esa categoría se consagró campeón en el Campeonato Mundial de Las Vegas de 1993.
Gracias a su amplia experiencia deportiva como jugador, le fue fácil adecuarse como entrenador, recibiendo certificación de la Asociación Peruana de Entrenadores de Baloncesto (APEBA), el carnet N° 57 de Nivel 3, lo que permitió incursionar como director técnico de varios equipos de alta competencia nacional, de selecciones nacionales que participaron en competencias internacionales, así como también de equipos de categorías formativas a nivel escolar. Duarte ejerció durante 15 años como Director de Deportes del Colegio Suizo Peruano Pestalozzi, así como también trabajó como instructor de baloncesto en la Universidad de Piura y creó una academia para difundir y entrenar en su deporte a niños y niñas de su ciudad natal.

## Selección nacional
Desde muy corta edad, Duarte integró la selección de baloncesto de Perú, lo que lo llevó a competir en campeonatos Bolivarianos, Sudamericanos y Panamericanos con gran éxito, además de disputar dos ediciones de la Copa Mundial de Baloncesto. Fue parte del equipo nacional que hizo historia al clasificar a los Juegos Olímpicos de Tokio de 1964. Allí participó conjuntamente con sus otros tres hermanos -Enrique, Fernando y Ricardo-, hecho inédito por ser la primera vez que cuatro hermanos formaron parte de un equipo de baloncesto olímpico. Ello le hizo ganar el reconocimiento del Récord Guinness, el cual recién fue registrado en el año 2017. En el equipo también se encontraban Carlos "Chino" Vásquez, Juan Luis Cipriani Thorne, Oscar Benalcázar, Augusto Cavero, Francisco Saldarriaga, Luis Huaman y los hermanos Jorge y Álvaro Guzmán.
Duarte participó de las siguientes competiciones:
- Juegos Bolivarianos: Barranquilla 1961 y Guayaquil 1965
- Campeonatos Sudamericanos: Santiago de Chile 1958, Córdoba 1960, Río de Janeiro 1961, Lima 1963, Asunción 1968, Montevideo 1969 y Valdivia 1977
- Juegos Panamericanos: São Paulo 1963, Winnipeg 1967 y Cali 1971
- Copas Mundiales: Río de Janeiro 1963 y Montevideo 1967
- Juegos Olímpicos: Tokio 1964

## Vida privada
Raúl Duarte se casó con la estadounidense Elizabeth Ann Peterson Kreber. El matrimonio produjo cuatro hijas. 
En su paso por los Estados Unidos consiguió el título de Ingeniero Zootécnico, y posteriormente completó una Maestría en Gestión de Empresas e Instituciones Deportivas por la Universidad Peruana de Ciencias Aplicadas.